# White Stones
White Stones – drugi album studyjny duetu Secret Garden, wydany 15 kwietnia 1997 roku. Album został wydany ponownie 8 grudnia 1999 roku, zawierał dodatkowo jako bonus norweskojęzyczną wersję utworu Nocturne.

## Lista utworów
| Nr  | Tytuł                                            | Czas |
| --- | ------------------------------------------------ | ---- |
| 1.  | "Steps"                                          | 4:03 |
| 2.  | "Poème"                                          | 5:00 |
| 3.  | "Hymn to Hope"                                   | 4:20 |
| 4.  | "Moving"                                         | 3:23 |
| 5.  | "First Day of Spring"                            | 4:46 |
| 6.  | "Passacaglia"                                    | 3:47 |
| 7.  | "Reflection"                                     | 3:02 |
| 8.  | "Windancer"                                      | 3:43 |
| 9.  | "Appassionata"                                   | 4:27 |
| 10. | "Escape"                                         | 3:36 |
| 11. | "Sanctuary"                                      | 4:21 |
| 12. | "Celebration"                                    | 3:58 |
| 13. | "Home"                                           | 3:25 |
| 14. | "Illumination"                                   | 4:16 |
| 15. | "Nocturne [Norwegian Version]" (utwór dodatkowy) |      |